# ガエル・モレル
ガエル・モレル（Gaël Morel、1972年9月25日 - ）は、フランスの映画俳優、脚本家、俳優。ゲール・モレルとも表記される。

## 略歴
1972年にローヌ県ヴィルフランシュ＝シュル＝ソーヌに生まれる。
子供のころから映画が好きで、18歳の時にカンヌ国際映画祭のヤング批評家賞の審査員になり、そこで出会ったアンドレ・テシネ監督により、1994年の映画『野性の葦』の主人公の1人に抜擢される。同作はセザール賞最優秀作品賞を受賞するなど高く評価され、モレルも同賞の有望若手男優賞にノミネートされる。
その後も俳優としていくつかの作品に出演するが、モレル本人は元々映画監督志望だったことから、『野性の葦』で共演した親友のステファーヌ・リドーを主演に短編映画『La vie à rebours』を撮るなどの経験を積んだ後、1996年に初の長編作品『フルスピード』を発表する。この作品にはリドーだけでなく、同じく『野性の葦』で共演したエロディ・ブシェーズも主人公の1人として出演している。またリドーについては、この作品以降も『Le Clan』（2004年）や『Notre Paradis』（2011年）で主演に起用している。
現在は主に映画監督兼脚本家として活動しているが、『野性の葦』のテシネ監督による2001年の映画『Loin』では、リドー演じる主人公セルジュの学生時代の友人フランソワを演じている。なお、この「セルジュ」と「フランソワ」の役名は、それぞれ『野性の葦』でリドーとモレルが演じた役と同じであり、一種の「オマージュ」となっているが、時代設定が異なっており、直接の続編ではない。

## 主な監督作品
- フルスピード À toute vitesse (1996)
- Le Clan (英: 3 Dancing Slaves, 2004)
- Notre Paradis (英: Our Paradise, 2011)

## 主な出演作品
- 野性の葦 Les Roseaux sauvages (1994)
- いちばん美しい年齢 Le plus bel âge... (1995)
- Loin (英: Far, 2001)
- 愛のうた、パリ Les Chansons d'amour (2007) ※カメオ出演（クレジットなし）